# ストーン・ザ・クロウズ
ストーン・ザ・クロウズ（Stone the Crows）は、1969年末にグラスゴーで結成されたスコットランドのブルースロック・バンド。マギー・ベルをリード・ヴォーカリストに擁して、1970年代前半まで活動した。
ギタリストで創設メンバーのレスリー・ハーヴェイがステージで感電死したことでも記憶されている。

## 略歴

### 結成
ストーン・ザ・クロウズが結成されたきっかけは、マギー・ベル（ヴォーカル）がアレックス・ハーヴェイから弟のレスリー・ハーヴェイ（ギター）を紹介されたことだった。両者はハーヴェイのバンドだったキニング・パーク・ランブラーズ（The Kinning Park Ramblers）で一緒に演奏した後、ジェームス・デュワー（ベース、ヴォーカル）、ジョン・マクギニス（キーボード）、ヘンリー・ライト（ドラム）とパワー（Power）を結成して、グラスゴーを中心に活動した。
ハーヴェイはルルの代表曲「いつも心に太陽を (To Sir With Love)」（1967年）の共作者だったマーク・ロンドンの目に留まった。ロンドンは自分がマネージメントしていたカートゥーン（Cartoone）がレッド・ツェッペリンのアメリカ・ツアーの前座を務めることになっていたので、ハーヴェイを参加させた。レッド・ツェッペリンのマネージャーだったピーター・グラントはカートゥーンに経済的関心を抱いていた。ハーヴェイはアメリカから帰国すると、ロンドンとグラントをグラスゴーに招待してパワーのライヴを見せた。その結果、両者が共同でパワーをマネージメントすることになり、グラントは彼等をストーン・ザ・クロウズと改名した。
やがてライトが脱退して、ズート・マネーやジョン・メイオールと共演した経験を持つコリン・アレンが加入した。

### オリジナル・ラインナップ
- マギー・ベル (Maggie Bell) - ヴォーカル
- レスリー・ハーヴェイ (Leslie Harvey) - ギター
- コリン・アレン (Colin Allen) - ドラム
- ジェームス・デュワー (James Dewar) - ベース、ヴォーカル
- ジョン・マクギニス (John McGinnis) - キーボード

最初の2作のアルバムはオリジナルのラインナップで録音され、ベルのボーカルはジャニス・ジョプリンに似ていると評された。彼女はロッド・スチュワートのアルバム『エヴリ・ピクチャー・テルズ・ア・ストーリー』（1971年）のセッション・ワークに招かれて、スチュワートと共にタイトル曲のリード・ヴォーカルを担当した。

### セカンド・ラインナップとステージでのハーヴェイの事故死
1971年、マクギニスとデュワーが脱退し、ロニー・リーハイとスティーヴ・トンプソンが加入した。
1972年5月、ウェールズ大学スウォンジー校で開催されたコンサートでトップ・ランク・スイートの観客が見守る中、ギタリストで共同創設者のハーヴェイがステージで感電死した。伝えられるところによると、機材につないでいるワイヤーが聴衆によって壊されて、ロード・クルーが破損箇所を修復した時にアース線が緩んでいる箇所を見落したという。ハーヴェイはマイクに手を伸ばすと同時にギターの金属弦に触れ、電気の衝撃を受けて体が空中に飛ばされた。仰向けに倒れた彼の胸部にギターとマイクスタンドがXの字をなして乗ったままで、彼を救おうとしたバンド仲間も感電してしまったので、誰かがギターを蹴り飛ばして、ようやく医療関係者が救命措置を施せたとされる。彼は直ちに病院に搬送されたが、到着時に死亡が確認された。
彼等は5月27日にリンカンシャーでザ・グレート・ウェスタン・フェスティバルに出演する予定だったので、急遽元フリートウッド・マックのピーター・グリーンを代役に迎えたが、彼は出演の2日前に離脱。イエスのスティーブ・ハウが自発的に援助を申し出て代役をこなした。
6月、ジミー・マカロックがリード・ギタリストの座に就いた。メイン・ソングライターだったハーヴェイを失って、彼等は自分達の方向性を考え直さざるを得なくなった。
1973年6月、彼等は最終的に解散した。

### 解散後
ベルは引き続いてグラントのマネージメントの下で活動して、ソロ・アルバム『クイーン・オブ・ザ・ナイト』（1974年）、『熟れた果実』（1975年）、彼がマネージメントするミッドナイト・フライヤーのアルバム『真夜中の罠』（1981年）をレコーディングした。
マカロックは1974年にテネシー州ナッシュビルで、ポール・マッカートニーのウイングスに参加した。
アレンは1973年10月、オランダのプログレッシブ・ロック・バンドのフォーカスに3代目ドラマーとして加入した。

## ディスコグラフィ

### スタジオ・アルバム
- 『デビュー』 - Stone the Crows (1970年、Polydor)
- 『オード・トゥ・ジョン・ロー』 - Ode to John Law (1970年、Polydor) ※旧邦題『ジョン・ロウに捧げる歌』
- 『ティーンエイジ・リックス』 - Teenage Licks (1971年、Polydor)
- 『オンティニュアス・パフォーマンス』 - Ontinuous Performance (1972年、Polydor) ※旧邦題『ストーン・ザ・クロウズ』。全英33位[14]

### ライブ・アルバム
- The BBC Sessions, Volume 1 – 1969–1970 (1998年、Strange Fruit)
- The BBC Sessions, Volume 2 – 1970–1971 (1998年、Strange Fruit)
- 『ライヴ・イン・モントルー 1972』 - Live Montreux 1972 (2002年、Akarma)
- 『ラジオ・セッションズ 1969-1972』 - Radio Sessions 1969–1972 (2009年、Angel Air)
- 『ライヴ・クロウズ 1972 / 73』 - Live Crows 1972/73 (2015年、Angel Air)